# Yuki Kajiura

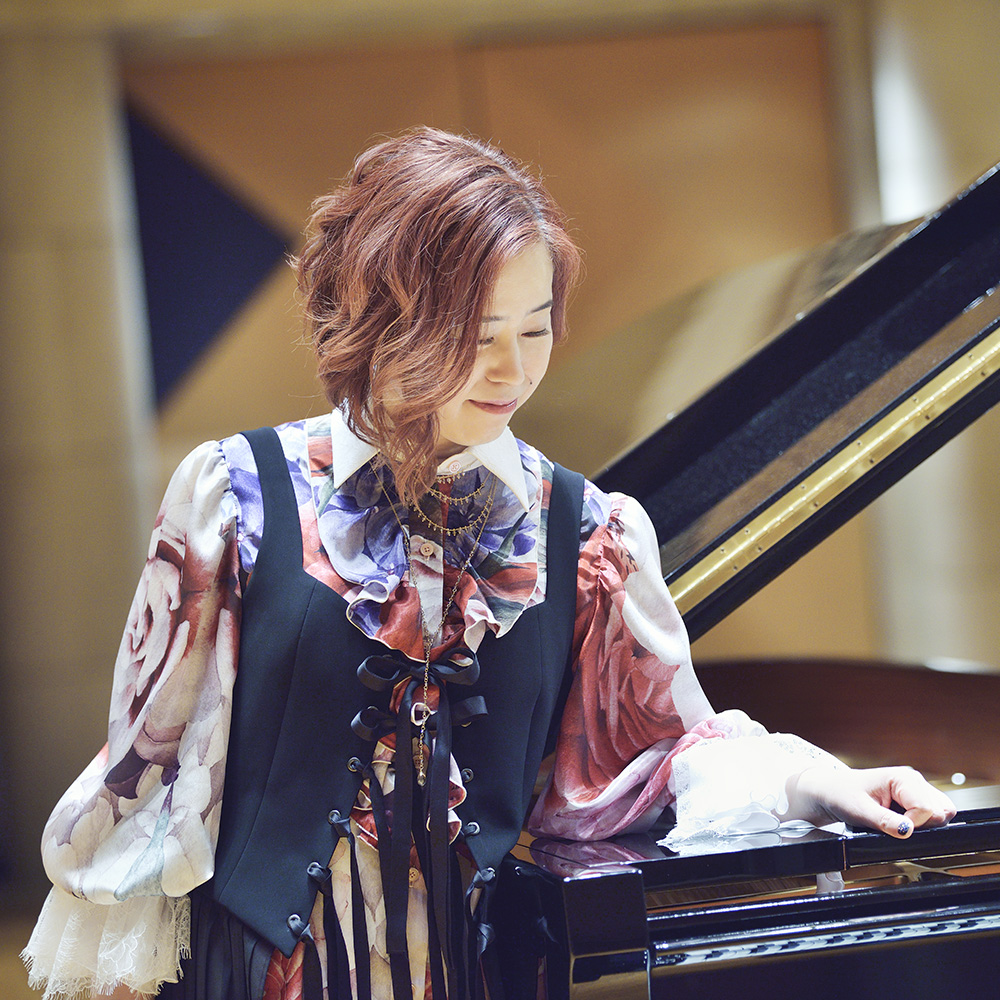
Yuki Kajiura (2018)

Yuki Kajiura (japanisch 梶浦 由記 Kajiura Yuki; * 6. August 1965 in der Präfektur Tokio, Japan) ist eine japanische Komponistin.

## Leben
Im Juli 1992 feierte sie mit der neu gegründeten Gruppierung See-Saw ihr Debüt. In dieser Gruppe spielte sie nicht nur Klavier, sondern sang auch. Trotz erster Erfolge mit diesem Duo gelang ihr erst mit den Soundtracks der Animes Noir und .hack//Sign der Durchbruch. Sie produzierte auch die Soundtracks von Tsubasa Chronicle, Pandora Hearts, Sword Art Online, Madlax, Mai-HiME, Puella Magi Madoka Magica, Fate/Zero, Demon Slayer und der PS2-Rollenspiel-Trilogie Xenosaga.
Im Rahmen ihres FictionJunction Projekts tat sie sich immer wieder mit einzelnen Sängerinnen zusammen, wobei sie bei Live-Auftritten meist auch am Klavier und gelegentlich als Backgroundsängerin zu sehen war. An den Namen FictionJunction wurde bei diesen Gruppierungen jeweils der Vorname der Sängerin angehängt. Das erfolgreichste dieser Duos war FictionJunction YUUKA, das sie 2003 mit Yūka Nanri bildete. Am 29. April 2009 wurde die Single Parallel Hearts mit Kaori Oda, Keiko Kubota, Wakana Ōtaki und Yuriko Kaida als Sängerinnen unter dem Namen FictionJunction – ohne weiteren Anhang – veröffentlicht, die als Opening für die Anime-Serie Pandora Hearts diente.
2007 gründete sie mit Keiko Kubota, Wakana Ōtaki, Hikaru Masai und Maya Toyoshima die Band Kalafina.
Am 8. August 2003 erschien ihr erstes Solo-Album Fiction, das auch in den USA erschien und seit August 2004 auch in Deutschland erhältlich ist. Das zweite Album mit dem Titel Fiction II erschien am 30. März 2011 in Japan.
Ihre Musik klingt mystisch bis trancig und die Melodie wird oft von einer Violine getragen. Die Texte sind vorwiegend englisch, japanisch, selten lateinisch oder yukarisch (kajiurago), eine Sprache, die sie selbst erfunden hat und die aus einer freien Aneinanderreihung von Silben besteht.

## Diskografie

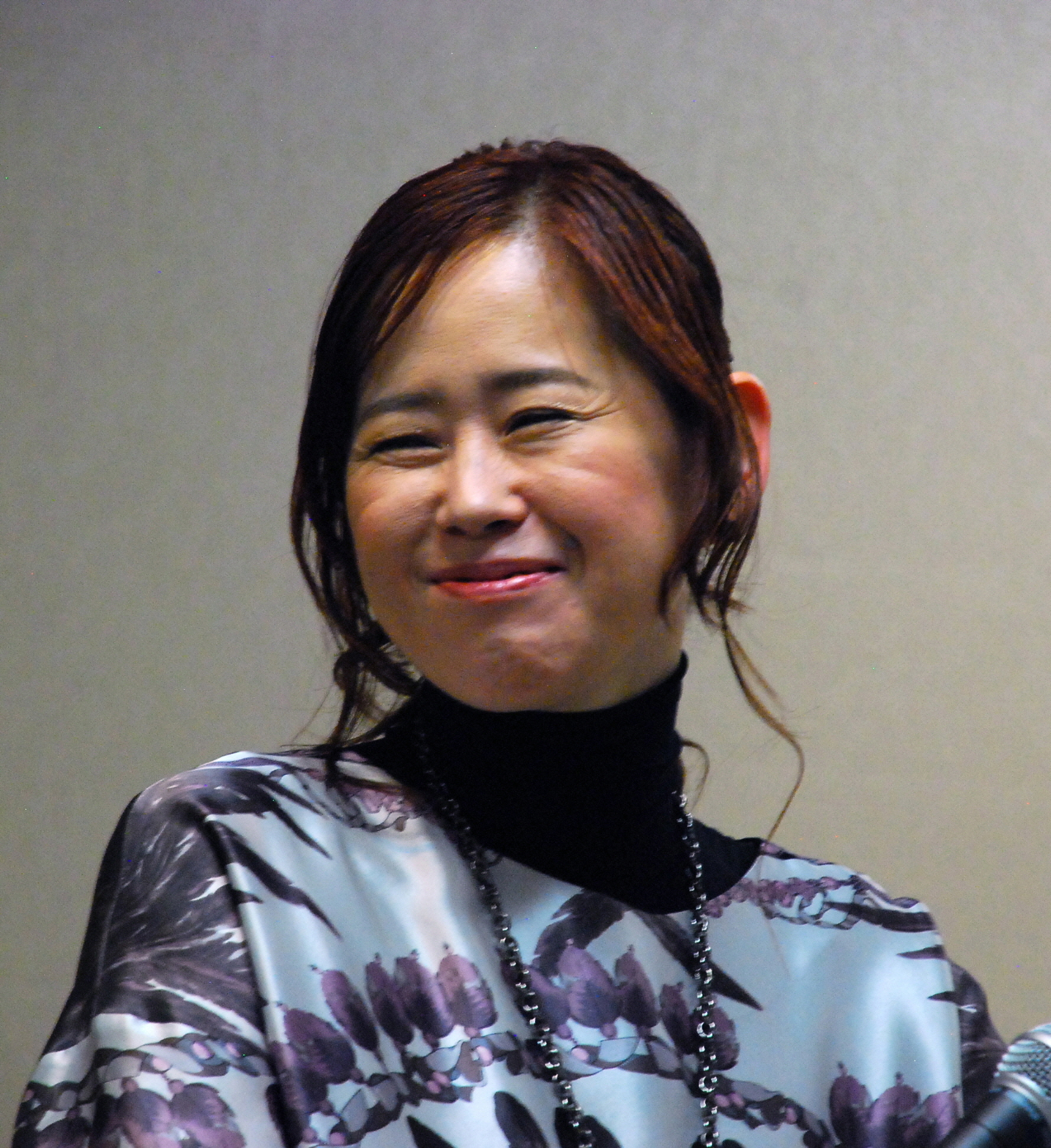
Yuki Kajiura bei der Anime Expo 2012.

### Alben
- 1993: Girl’s kitchen -fun house girl pop table- (2/12)
- 1994: Girlpop SenGen! fun house edition (2/10)
- 1994: Afternoon Tea I -interior music style- (1/7)
- 1994: Snow Kiss…Ing II ~for Friends~ (1/16)
- 1995: ROOMS Vol.1 Ima nara mou ichido hanashitai (1/10)
- 1995: Illuminated J's sound II (1/11)
- 1996: Shin Kimagure Orange Road: Soshite Ano Natsu no Hajimari IMAGE ALBUM (1/10)
- 1996: Shin Kimagure Orange Road: Soshite Ano Natsu no Hajimari O.S.T. (18/21)
- 1997: Eat-Man Image Soundtrack ACT-1
- 1997: Eat-Man Image Soundtrack ACT-2 (14/16)
- 1998: Musical Sakura Taisen ~ hanasaku otome (7/20)
- 1998: Double Cast O.S.T. album (17/19)
- 1999: DNA presents RAINBOW (2/8)
- 2000: Boogiepop kimi ni tsutaetai koto music album inspired by Boogiepop and others (10/11)
- 2001: Noir: Original Soundtrack I
- 2001: Noir: Original Soundtrack II
- 2001: Noir: Blanc Dans Noir
- 2001: Blood: The Last Vampire Game soundtrack (16/17)
- 2002: Aquarian age ~ sign for evolution sphere.1 Influential ARAYASHIKI (7/7)
- 2002: Aquarian age ~ sign for evolution sphere.2 Influential WIZ-DOM (7/7)
- 2002: Aquarian age ~ sign for evolution sphere.3 Influential DARKLORE (7/7)
- 2002: Aquarian age ~ sign for evolution sphere.4 Influential E.G.O. (7/7)
- 2002: Aquarian age ~ sign for evolution O.S.T. (22/23)
- 2002: Aquarian age ~ sign for evolution sphere.5 Influential ERASER (2/7)
- 2002: .hack//SIGN Original sound & song track 2 (20/20)
- 2002: .hack//Extra soundtrack (23/23)
- 2002: Mobile Suit Gundam Seed O.S.T. [I] (1/30)
- 2003: HEATGUY-J Original Drama Album Go-drama- (1/32)
- 2003: Saeko Chiba – melody (13/13)
- 2003: Narue no Sekai O.S.T. (1/42)
- 2003: Yuki Kajiura – Fiction (14/14)
- 2003: Mobile Suit Gundam Seed complete best [limited edition] (1/20)
- 2003: Mobile Suit Gundam Seed O.S.T. [III]
- 2004: Megumi Hayashibara – center color (1/14)
- 2004: Chrno Crusade O.S.T. Gospel.1 (1/27)
- 2004: Symphony SEED -koukyou kumikyoku kidou senshi Gundam SEED- (1/10)
- 2004: Xenosaga II Jenseits von Gut und Bose [zenaku no higan] movie scene soundtrack (40/40)
- 2004: Madlax O.S.T. (23/23)
- 2004: Le Portrait de Petit Cossette ~Kozetto no shouzou~ O.S.T. (18/18)
- 2004: Mobile Suit Gundam Seed O.S.T. [IV] (1/35)
- 2004: Mobile Suit Gundam Seed Destiny O.S.T. [I] (1/30)
- 2004: Noriko Ogawa – Fantasy sound & reading: the velveteen rabbit (18/30)
- 2004: Mai-HiME O.S.T. Vol.1 HiME (24/24)
- 2005: Victor Anime Song Collection I Anime Wan (1/16)
- 2005: Victor Anime Song Collection II Anime Wanwan (2/16)
- 2005: Mai-HiME O.S.T. Vol.2 my (33/33)
- 2005: Mobile Suit Gundam Seed Destiny O.S.T. [II] (1/27)
- 2005: Erementar Gerad O.S.T. 1 (33/35)
- 2005: Loveless O.S.T. (2/17)
- 2005: Tsubasa – Reservoir Chronicle O.S.T. future soundscape I (18/20)
- 2005: Mobile Suit Gundam Seed Destiny O.S.T. [III] (4/36)
- 2005: Erementar Gerad React Re-No: 1 sound-side (33/34)
- 2005: Tsubasa – Reservoir Chronicle O.S.T. future soundscape II (18/18)
- 2005: Mobile Suit Gundam Seed Destiny Complete Best [Limited Edition] (2/13)
- 2005: FictionJunction YUUKA – Destination
- 2005: My-HiME Best Collection
- 2005: Mai-Otome O.S.T. Vol.1 Otome no hanazono
- 2006: Mobile Suit Gudam Seed CD vol.9 Arthrun x Infinity Justice Gundam
- 2006: Tsubasa Chronicle Drama & Chara Song Album [Oukyuu no Machine] Chapter.2 ~Arienai Goal~
- 2006: Mai-Otome ORIGINAL SOUNDTRACK Vol.2 Otome no Inori
- 2006: Tsubasa Chronicle Drama & Chara Song Album [Oukyuu no Machine] Chapter.3 ~Ienai Serifu~
- 2006: Mobile Suit Gundam Seed CD vol.10 Kira Yamato x Strike Freedom Gundam
- 2006: Mobile Suit Gundam Seed Destiny Tiny Complete Best Dash
- 2006: .hack//Roots O.S.T.
- 2006: Tsubasa Chronicle Original Soundtrack Future Soundscape III
- 2006: Xenosaga III [ Zarathustra wa Kaku Katariki ] ORIGINAL SOUND BEST TRACKS Yuki Kajiura Selection
- 2006: My-Otome Best Collection
- 2006: Yoki Ishida – Hyper Yocomix2
- 2006: Tsubasa Chronicle Original Soundtrack Future Soundscape IV
- 2006: Mika Arisaka – TV Song Book 1999–2006
- 2006: Kidou Senshi Gundam SEED~SEED DESTINY THE BRIDGE Across the Songs from GUNDAM SEED & SEED DESTINY
- 2006: Yui Makino – Tenkyuu no Ongaku
- 2006: Tsubasa Chronicle Best Vocal Collection
- 2007: Fist of the North Star: The Legend of True Saviour Original Soundtrack
- 2007: Mai-Otome Zwei Volume 2 Special Package CD
- 2007: Bakumatsu Kikansetsu Irohanihoheto Original Soundtrack 2 Emaki Haikei Takara Onban Sono Futatsu
- 2007: Kara no Kyoukai movie O.S.T.
- 2007: Mikuni Shimokawa – Sayonara mo Ienakatta Natsu
- 2007: FictionJunction YUUKA – circus
- 2007: El Cazador de la Bruja Original Soundtrack 1
- 2007: El Cazador de la Bruja Original Soundtrack 2
- 2008: Kara no Kyoukai: Fukan Fukei OST
- 2008: Kara no Kyoukai: Satsujin Kousatsu OST
- 2008: Kara no Kyoukai: Tsukaku Zanryu OST
- 2008: Achilles to Kame OST
- 2008: Kara no Kyoukai: Garan no Dou OST
- 2009: Kara no Kyoukai: Mujun Rasen OST
- 2009: FictionJunction – Everlasting Songs
- 2009: Kalafina – Seventh Heaven
- 2009: Pandora Hearts Original Soundtrack 1
- 2009: Kara no Kyoukai: Boukyaku Rokuon OST
- 2009: Pandora Hearts Original Soundtrack 2
- 2009: Kara no Kyoukai: Satsujin Kosatsu (part 2) OST
- 2010: Kalafina – Red Moon
- 2010: FictionJunction 2008–2010 – The BEST of Yuki Kajiura LIVE
- 2010: Yuki Kajiura – The Works for Soundtrack
- 2011: Rekishi Hiwa Historia Original Soundtrack II
- 2011: Yuki Kajiura – Fiction II
- 2011: Puella Magi Madoka Magica Original Soundtrack Vol.1
- 2012: Fate/Zero Original Soundtrack Vol.1
- 2012: Fate/Zero Original Soundtrack Vol.2
- 2012: Sword Art Online Original Soundtrack Vol. 1

### Singles
- 1999: Saeko Chiba – Koi no Kiseki (2/2)
- 2002: Saeko Chiba – Daiya no genseki (4/4)
- 2002: Saeko Chiba – Sayonara (4/4)
- 2003: Saeko Chiba – Hikari (Heat Guy J ED) (4/4)
- 2003: Mobile Suit Gundam Seed suit CD vol.2 Athrun x Cagalli (1/5)
- 2003: Saeko Chiba – Ice cream (4/4)
- 2003: Mobile Suit Gundam Seed suit CD vol.3 Lacus x Haro (2/4)
- 2003: Mobile Suit Gundam Seed suit CD vol.4 Miguel x Nicol (2/5)
- 2003: Mobile Suit Gundam Seed suit CD vol.5 Athrun x Yzak x Dearka (2/9)
- 2003: Saeko Chiba – Winter Story (5/5)
- 2004: Saeko Chiba – Sayonara Solitia (Chrono Crusade ED Single) (4/4)
- 2004: The stripes – Loosey (Bakuretsu Tenshi OP Single) (1/3)
- 2004: FictionJunction YUUKA – Inside your heart (Madlax ED Single) (4/4)
- 2004: Marina Inoue – Hōseki (Le Portrait de Petit Cossette single) (4/4)
- 2004: FictionJunction YUUKA – Akatsuki no kuruma (4/4)
- 2005: Mika Arisaka – Life goes on (4/4)
- 2005: Loveless op/ed single (4/4)
- 2005: Mobile Suit Gundam Seed Destiny suite CD vol.6 Shinn Asuka x Destiny gundam (1/6)
- 2005: Mobile Suit Gundam Seed Destiny suite CD vol.7 Auel Neider x Sting Oackley (1/8)
- 2005: FictionJunction ASUKA – everlasting song (4/4)
- 2005: Yui Makino – Amurita (1/4)
- 2005: Mikuni Shimokawa – Minami kaze/mou ichido kimi ni aitai (FMP TSR op single) (2/5)
- 2005: Mobile Suit Gundam Seed Destiny suite CD vol.8 Lacus Clyne x Meer Campbell (1/7)
- 2005: FictionJunction YUUKA – Hono no tobira (4/4)
- 2006: FictionJunction YUUKA – Silly-Go-Round coupling with angel gate
- 2006: .hack//Roots Drama CD .hack//Roots Sound Form 1
- 2006: .hack//Roots Drama CD .hack//Roots Sound Form 2
- 2006: Kaori Hikita – Egao no Wake
- 2006: FictionJunction YUUKA – Kouya Ruten
- 2007: FictionJunction YUUKA – romanesque
- 2007: Kaori Oda – Calling
- 2007: savage genius – Hikari no Yukue
- 2008: Kalafina – Oblivious
- 2008: Kalafina – Re/oblivious
- 2008: Revo & Yuki Kajiura – Dream Port
- 2008: Kaori Hikita – Namae No Nai Michi
- 2008: Kalafina – Sprinter/ARIA
- 2008: Kalafina – Fairytale
- 2009: Kalafina – Lacrimosa
- 2009: FictionJunction – Parallel Hearts
- 2009: Kalafina – Storia
- 2010: Kalafina – Progressive
- 2010: Kalafina – Hikari no Senritsu
- 2010: FictionJunction – Toki no Mukou Maboroshi no Sora
- 2010: Kalafina – Kagayaku Sora no Shijima ni wa
- 2011: Kalafina – Magia

### DVDs
- 2006: Mobile Suit Gundam Seed Destiny Clipping 4 Songs
- 2008: Yuki Kajiura LIVE 2008.07.31
- 2009: FictionJunction YUUKA ~Yuki Kajiura LIVE Vol.#4 PART I~
- 2009: FictionJunction ~Yuki Kajiura LIVE vol.#4 PARTII~
- 2010: Kalafina – Kalafina LIVE 2010 “Red Moon” at JCB HALL ~ Kajiura Produce 3rd Anniversary LIVE TOUR ~

## Schauspiel

### Filmographie
- 2000: Tsuki
- 1995: Tōkyō Kyōdai
- 1995: Ruby fruit

### Theater (Musical)
- 1998: Finez (Musical)
- 1998: Funk-a-step (Musical)
- 1999: Funk-a-step II (Musical)
- 2000: Christmas Juliette (Musical)
- 2000: Highf-school revolution (Musical)
- 2001: Nagareboshi no lullaby (Musical)
- 2002: Koi no honeorizon/SET (Musical)
- 2005: Tengoku he no Kaidan (nlz crew)

### Seiyū
- 1999: Meguri aishite